# Puch m50

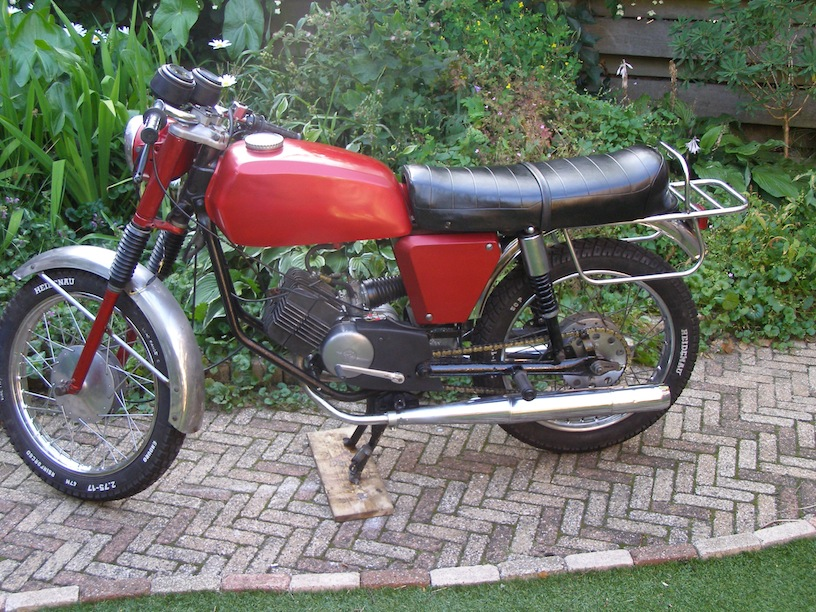
Puch m50 2

De Puch m50 is een schakelbromfiets van het Oostenrijkse merk Puch. De maximale snelheid bedraagt 45 km/u.

## Technische gegevens
| Wielbasis                  | 1240 mm                                        |
| Grondspeling               | 150 mm                                         |
| Totale lengte              | 1900 mm                                        |
| Totale breedte             | 645 mm                                         |
| Totale hoogte              | 1000 mm                                        |
| Zithoogte                  | 790 mm                                         |
| Aantal zitplaatsen         | buddyseat voor 2 personen                      |
| Brandstoftank              | 9 liter (m50) 11 liter (m50 se)                |
| Gewicht                    | 78 kg (m50) 90 kg (m50 se)                     |
| Max. toelaatbaar gewicht   | 240 kg                                         |
| Frame model                | dubbelwieg buisframe                           |
| Voorwielophanging          | telescoopvork met 100 mm veerweg               |
| Achterwielophanging        | swingvork met schokbrekers                     |
| veerweg                    | 100 mm                                         |
| Wielen                     | spaakwielen, velgen 1,50" × 17"                |
| Bandenmaat vóór/achter     | 21" × 2,75"                                    |
| Bandenspanning vóór/achter | 2,0 tot 2,5 bar                                |
| Remmen                     | remschoenen                                    |
| Werkzaam remoppervlak      | 162 cm²                                        |
| Remtrommel diameter        | 130 mm                                         |
| Voeringbreedte             | 30 mm                                          |
| Motor                      | V-motor, rijwind of turbo-gekoeld of VSD-motor |